# La Triche
La Triche je francouzský hraný film z roku 1984, který režírovala Yannick Bellon. Snímek měl světovou premiéru dne 8. srpna 1984.

## Děj
V rámci vyšetřování vraždy homosexuálního kabaretiéra Morana se inspektor Verta, ženatý otec rodiny a sám utajený bisexuál, seznámí s mladým a atraktivním hudebníkem Bernardem, do kterého se zamiluje. Jejich vztah, zprvu diskrétní, se ale brzy dostane do povědomí policistů a situace se ještě zkomplikuje, když se mladý milenec náhodou ocitne podezřelý ze smrti Moranova vraha.

## Obsazení
| Victor Lanoux      | Michel Verta                 |
| Anny Duperey       | Nathalie                     |
| Guillaume Boisseau | syn Michela a Nathalie       |
| Xavier Deluc       | Bernard Mirande              |
| Michel Galabru     | Jean Morane / Sylvain Morane |
| Valérie Mairesse   | Marilyn                      |
| Roland Blanche     | Manuel Garcia                |
| Gérard Hérold      | Gérard Verta                 |
| Michèle Simonnet   | Gérardova manželka           |
| Patrick Raynal     | René Villedieu               |
| Guy Tréjan         | Raymond, otec Nathalie       |
| Patrick Catalifo   | mladý darebák                |
| Jacques Nolot      | majitel kabaretu             |